# مقاطعة بوسومتوي
مقاطعة بوسومتوي (بالإنجليزية: Bosomtwe District)‏ هي district of Ghana تقع في غانا في Kuntanase. يقدر عدد سكانها بـ — نسمة ومساحتها 718 كم2 .